# كيا
كيا موتورز (بالإنجليزية: KIA Motors)‏ (هانغل: 기아자동차) هي ثاني أكبر مصنّع سيارات في كوريا الجنوبية.
وهي تابعة لمجموعة هيونداي كيا للمركبات ومقرها في سيول، كوريا الجنوبية. والرئيس التنفيذي للشركة هو تشونغ ايوي سون. كيا موتورز الأمريكية استضافت رسميا حفل وضع حجر الأساس لأول مصنع للتجميع في الولايات المتحدة الأمريكية بـ وست بوينت، جورجيا، بناء على تكلفة أولية مقدرة بأكثر من مليار دولار أمريكي في 20 تشرين الأول / أكتوبر، 2006. ومنذ عام 2005، بدأت كيا التركيز على السوق الأوروبية والمملكة المتحدة، وبانضمام بيتر شراير مدير مكتب التصميم في الشركة في سنة 2006, حققت كيا النجاح في مختلف الأسواق الأوروبية والعالمية.

## التاريخ
ووفقا لكيا موتورز، اسم «كيا» مستمد من الكلمة السينوكورية «كي (ki)» (الخروج من) والحرف «أ (a)» (الذي يرمز لآسيا، والمعنى الكلي لـ كيا (Kia) هو «الناشئة أو الخارجة من آسيا».
كيا تعد من أقدم شركات السيارات، تأسست في 9 جوان/يونيو 1944 حيث كانت بداياتها في تصنيع الأنابيب الفولاذية والدراجات يدويا. وفي عام 1952، غيرت كيا اسمها من كيانغسونغ للصناعات الدقيقة (Kyungsung Precision Industry) إلى اسمها الحالي كيا موتورز (Kia Motors)، ولاحقا، بدأت كيا بصناعة الدراجات البخارية (بدءا من 1957)، الشاحنات (1962) والسيارات باسمها (1974). وافتتحت الشركة أول مصنع متكامل لتركيب السيارات في عام 1973 وهو «مصنع سوهاري» بغوانغ ميونغ. وكانت كيا قد حصلت على رخصة لتركيب سيارة فيات 124 في 1971، وسيارتي فيات 132 وبيجو 604 في 1976. كما أنتجت كيا أول محرك بنزين في 1973 وأول محرك ديزل في 1976. في 1986، وبشراكة مع شركة فورد موتورز الأمريكية، بدأت كيا بصناعة سيارات مستمدة من نماذج مازدا للسوق المحلية وكذا لبلدان أخرى. وتشمل هذه النماذج كل من برايد (المستوحاة من مازدا 121) وأفيلا. اللتان تم تسويقهما لكل من أمريكا الشمالية وأستراليا كـ فورد فيستيفا وفورد أسباير.
في 1991، بيعت أول سيارة لكيا في أوروبا وهي كيا برايد.
في 1992، تأسس فرع كيا موتورز أمريكا في الولايات المتحدة الأمريكية. وفي فبراير 1994، بيعت أول سيارة تحمل علامة كيا في الولايات المتحدة من طرف أربعة وكلاء في بورتلاند, أوريغون. ومنذ ذلك الحين، بدأ توسع كيا في المنطقة بشكل منهجي إقليم بإقليم. ثم طرحت في نفس السنة سيارة سيفيا، وبعد سنوات قليلة تم طرح كيا سبورتاج في السوق.
ومع ذلك، أدى إفلاس كيا في عام 1997 - بسبب الأزمة المالية الآسيوية - إلى فقدانها لـ 51٪ من أسهمها لصالح منافسها الأول شركة هيونداي موتور التي قامت بمزايدة شركة فورد موتورز التي كان لها مصالح وشراكة مع كيا منذ 1986. وفي وقت لاحق، تمكنت هيونداي من تجريدها من بعض ملكيتها لكيا، وحاليا تملك هيونداي أقل من 40٪ من أسهم كيا.
في أكتوبر 2006، وضعت كيا موتورز الأمريكية حجر الأساس لبناء مصنع لكيا موتورز بـ وست بوينت، جورجيا، وهو ما يمثل استثمارا بقيمة مليار دولار أمريكي لصالح كيا. افتتح المصنع في فبراير 2010.
في 2009، سجلت كيا موتورز الأمريكية 15 عاما على التوالي من زيادة حصتها في السوق الأميركية.
والآن، كيا لها أكثر من 4000 وكيل تجاري في 127 دولة في العام، ولها أكثر من 40000 عامل، وحققت مبيعات قدرها 1.53 مليون وحدة في سنة 2010.

## التركيز على التصميم و«أنف النمر»
بداية في سنة 2006، قامت كيا بتوضيف مصمم سيارات الألماني «بيتر شراير» وعينته رئيسا لقسم التصميم لديها. شراير الذي سبق وأن عمل لدى أودي (صمم أودي تي تي وغيرها) وكذلك لدى فولكس فاجن (صمم سيارة بيتل الجديدة) والذي نال في 2003 «جائزة التصميم لجمهورية ألمانيا الاتحادية».
عُيّن شراير من أجل إعادة تصميم تشكيلة سيارات كيا. فأشرف على على أنشطة التصميم في مراكز تصميم كيا في فرانكفورت ولوس انجليس وطوكيو ومركز التصميم ناميانج في كوريا.
وأشار شراير في مقابلة معه في 2007 بأن كيا كان لها «صورة حيادية» قبل وصوله.

شبك أنف النمر في سيارة كيا سيراتو

| كيا | " في الماضي، كانت سيارات كيا جدّ حيادية. فحينما ترى واحدة على الطريق، لا تعرف إذا ما كانت كورية أو يابانية.. أعتقد أنه من المهم جدا أن تكون قادرا على التعرف على كيا لأول وهلة.. " | كيا |

### أنف النمر
مع سيارة كيا كي كونسبت، التي عرضت في معرض فرانكفورت للسيارات 2007، عرضت كيا شبك جديد للشركة لخلق وجه معروف لعلامتها، سمي بـ «أنف النمر». وأشار شراير أنه أراد بذلك «مظهراً قويا ملفتا، ختم، مُعرّف للعلامة» وأن سيارات كيا بحاجة إلى وجه قوي عدواني ومميز وحيوي يجعلك تميز السيارة حتى من مسافات بعيدة. وتعليقا له على الشبك الجديد في 2009 «من الآن فصاعدا، سيكون هذا في كل سياراتنا».

## الانتماءات الفرعية

### شركة كيا موتورز
تأسست شركة كيا موتورز في سنة 1944، وهي أقدم مُصنّع سيارات في كوريا الجنوبية والآن هي قسم من مجموعة هيونداي كيا للمركبات. تنتج أكثر من 1.5 مليون سيارة سنويا في مصانعها ومركّباتها الثلاثة عشر (13) في ثمانية (8) بلدان، التي تصدر إلى شبكتها من الوكلاء التجاريين والموزعين في 172 بلدا. كيا لها 42000 موظفا حول العالم وعوائد سنوية تبلغ أكثر من 14.6 مليار دولار، وهي الراعي الرئيسي لبطولة أستراليا المفتوحة للتنس وشريكا رسميا للفيفا.

### كيا موتورز أمريكا

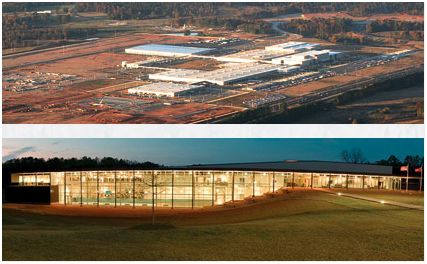
مصنع كيا موتورز بجورجيا، و.م.أ

كيا موتورز أمريكا هو فرع كيا موتورز في الولايات المتحدة الأمريكية المسؤول عن تسويق وبيع سياراتها. يوفر هذا الفرع تشكيلة كاملة من سيارات الشركة عبر 640 موزع ووكيل تجاري عبر البلاد. في أغسطس 2009، احتلت كيا المرتبة الثامنة (8) من حيث المبيعات في الولايات المتحدة الأمريكية.
وكان هذا الفرع قد تاسس سنة 1992. وبيعت أول سيارة تحمل علامة كيا سنة 1994. وفي أكتوبر 2006، وضعت كيا حجر الأساس لبناء مصنع لها في وست بوينت، جورجيا بمبلغ قدره مليار دولار أمريكي ($) وقدرة إنتاجية بـ 300,000 وحدة سنويا لسوق أمريكا الشمالية وكافة أنحاء العالم، يتربع على مساحة قدرها 8.9 كم²، وبدأ نشاطة في نوفمبر 2009. ويقوم هذا المصنع حاليا بتركيب الجيل الثاني لسيارة كيا سورينتو إضافة إلى سيارة هيونداي سانتا في

### كيا موتورز أوروبا
كيا موتورز أوروبا هي فرع شركة كيا موتورز في أوروبا لتسويق وبيع سياراتها. ويقع مقره وسط مدينة فرانكفورت الألمانية.
بدأت كيا بتصدير سياراتها إلى أوروبا في منتصف سنة 1991، حيث كانت أول سيارة هي برايد التي نالت شهرة بين المشترين. وفي نهاية سنة 1991 باعت كيا حوالي 1,800 برايد في المملكة المتحدة. وفي السنة التالية (1992) تضاعف عدد مبيعاتها، لتحقق مبيعات تقارب 5,500 في سنة 1993. لكن، وفي نهاية العقد (التسعينيات) انخفضت المبيعات كثيرا وحتى مع ظهور خليفتها ريو في مايو 2000، لم يبع الطراز الجديد لمدة عام.

مقر كيا موتورز أوروبا ومركز التصميم بفرانكفورت

ومع توسع نطاق الاتحاد الأوروبي في عام 1994، بدأت كيا بتصدير مجموعة من سيارات الهاتشباك متوسطة الحجم وسيارات صالون والتي تم تسويقها بوصفها رخيصة وجيدة التجهيز وكبدائل لمحبي فورد إسكورت وأوبل أسترا. وشهدت هذه الطرازات عمليات تحسين في الشكل في عام 1999 من أجل الإبقاء على العلامة. غير اسم الهاتشباك إلى شوما وظلت هذه النماذج تباع حتى عام 2004، وقد أطلقت كيا الطراز الأحدث سيراتو الذي أدخل كيا في أول منافسة جدية لها مع باقي العلامات التجارية.
وقد نال طراز سبورتاج من فئة السيارات النفعية الرياضية (أس يو في) بعد طرحه في السوق سنة 1995 شعبية كبيرة وحقق مبيعات كثيرة في كامل أنحاء أوروبا، وزادت مبيعات كيا لهذه الفئة سنة 2002 بعد طرحها للطراز الأكبر سورينتو.
كيا لم تدخل لسوق السيارات العائلية الكبيرة الأوروبي إلا بعد طرحها لطراز سريدوس في عام 1999. هذه السيارة كانت مماثلة في الحجم لفورد مونديو، ولكن عند طرحها للبيع لأول مرة كان سعرها أرخص من فورد فوكس. كانت واسعة من الداخل، ذات صندوق كبير، وتجهيزات عالية الجودة، وبسعر تنافسي. ونافست باقي العلامات التجارية الأوروبية مثل فورد، فوكسهول، أوبل، رينو وبيجو. وقد تم طرح خليفتها ماغنتيس في سنة 2001.
دخلت كيا سوق السيارات المتعددة الأغراض (أم بي في) عام 1999 بطراز سيدونا. عند طرحها، عدّت أرخص سيارة كاملة الحجم على الإطلاق والأكثر مرغوبة لدى الناس في المملكة المتحدة.
في 2005، افتتحت كيا أول مصنع لها في سلوفاكيا، بمبلغ قدره مليار يورو (€) في زيلينا وتبلغ قدرته الإنتاجية حوالي 300,000 وحدة في السنة.
مع بداية الألفية الجدية زادت مبيعات كيا في أوروبا، وفي سنة 2009 أصبحت علامة كيا علامة شائعة ومعروفة لدى الناس في بريطانيا. كما شهدت بداية عام 2004 ظهور طراز كيا بيكانتو الذي أصبح أشهر طراز لكيا في أوروبا بفضل سعرها المعقول.

## نماذج من سيارات كيا

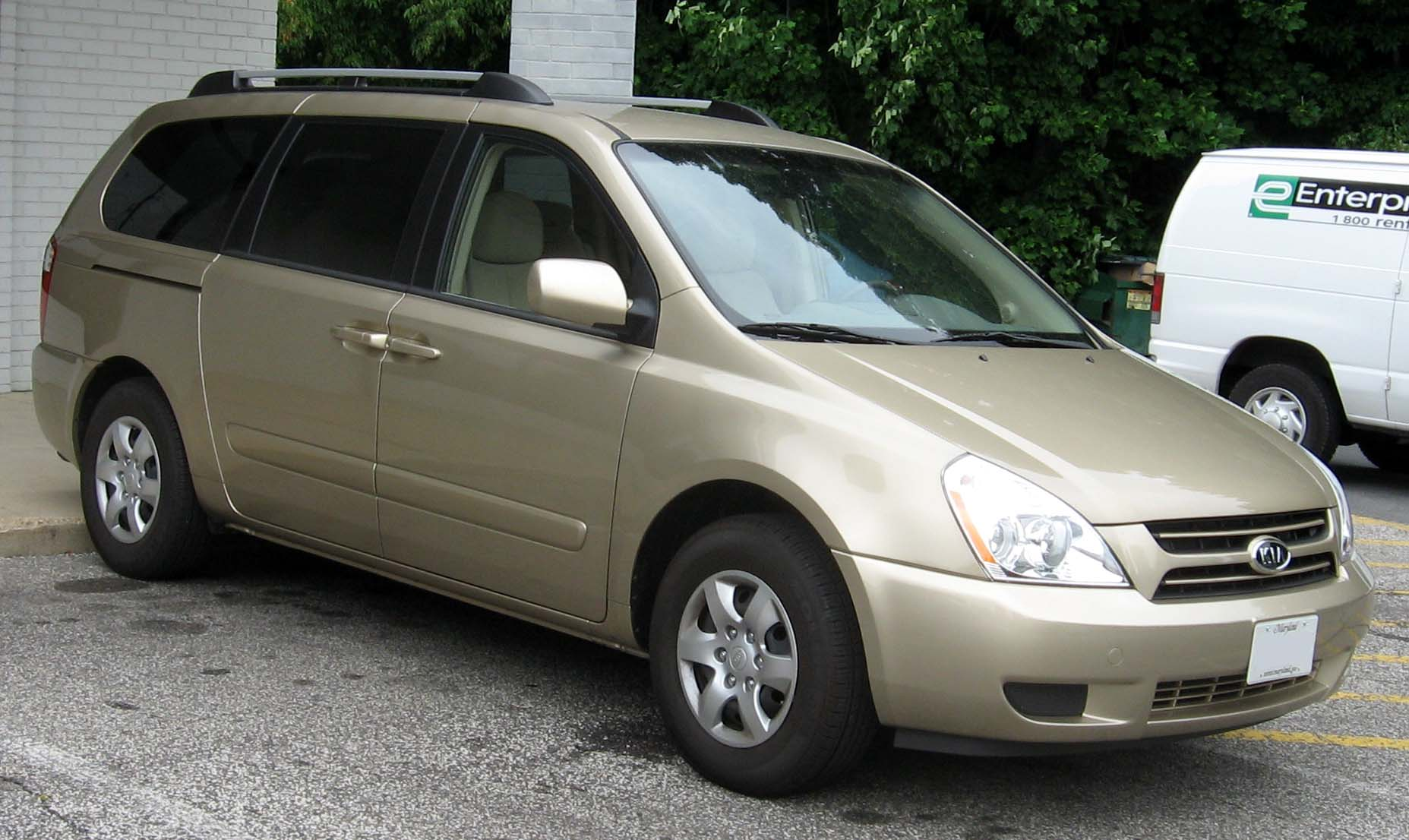
Kia Sedona (a.k.a Kia Carnival), 2006.

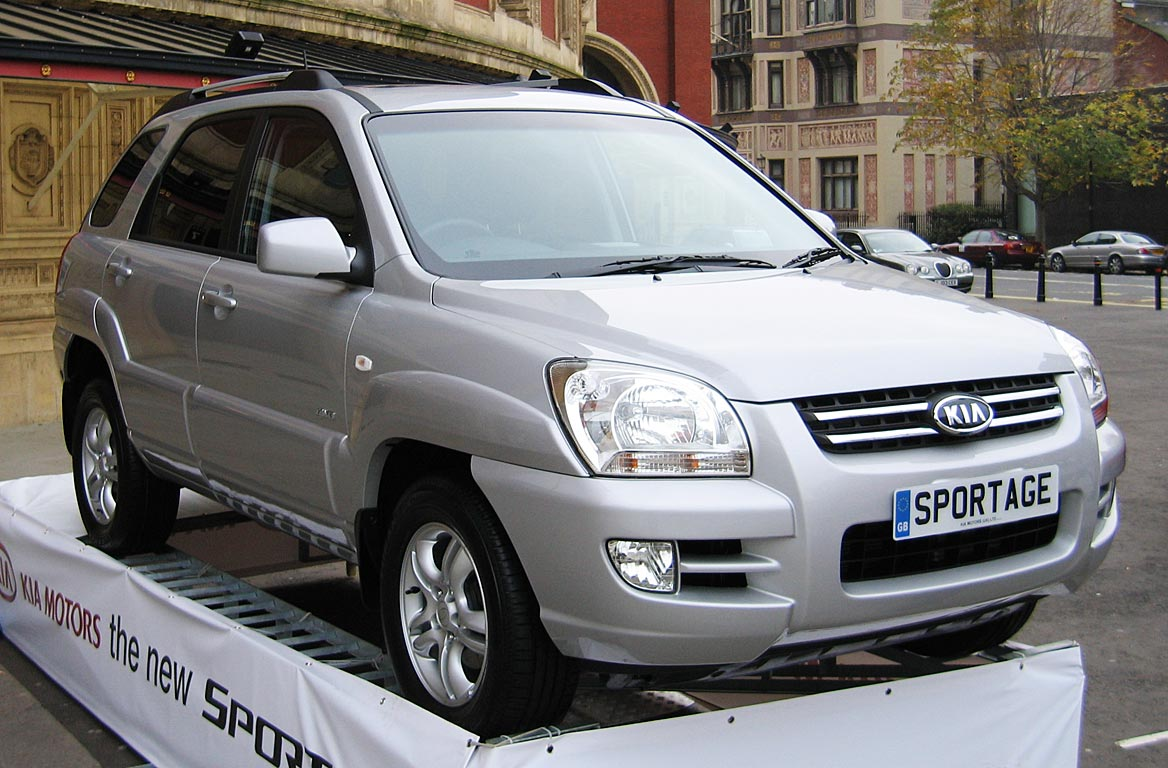
كيا سبورتاج, 2005.

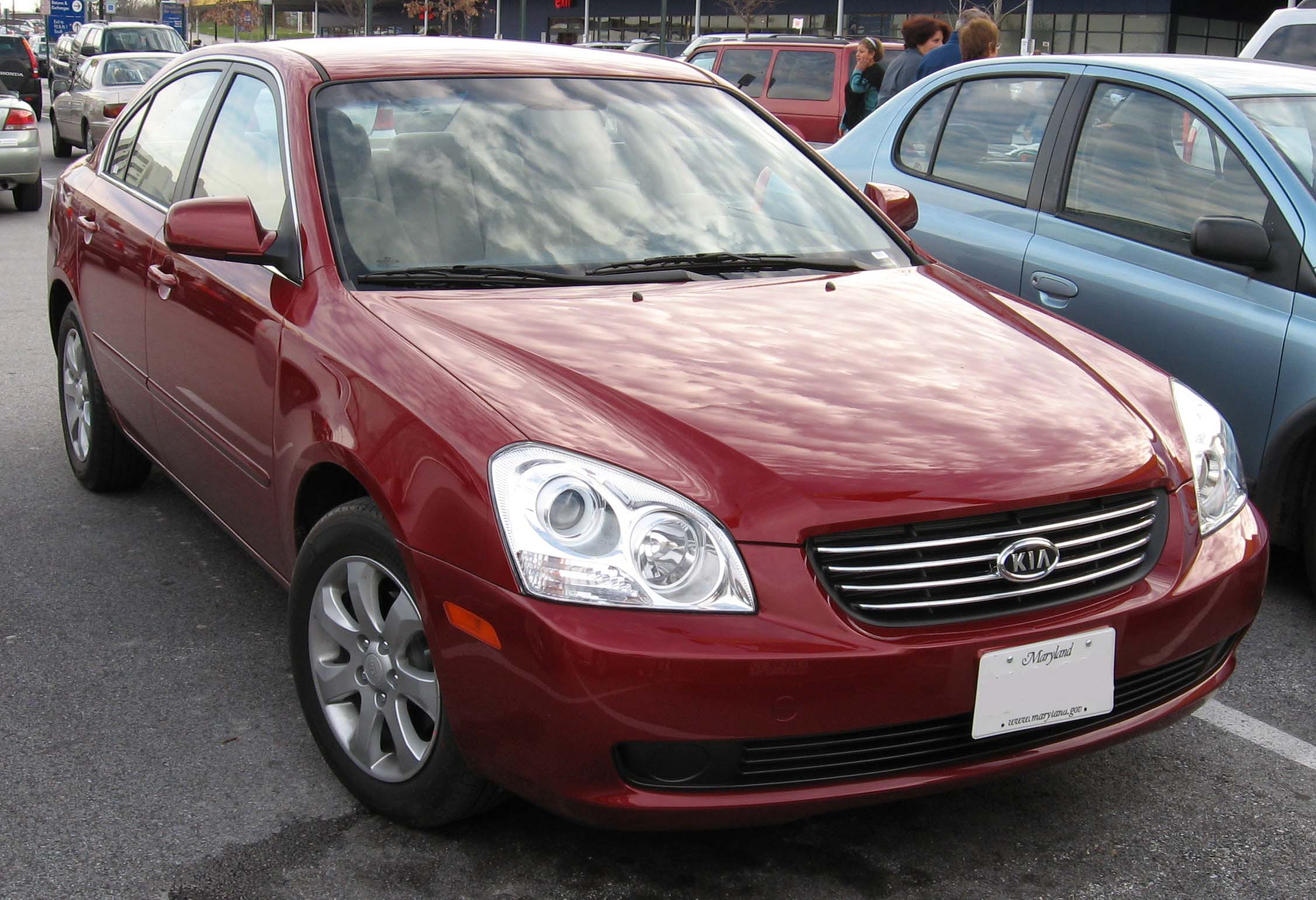
كيا اوبتيما, 2006.

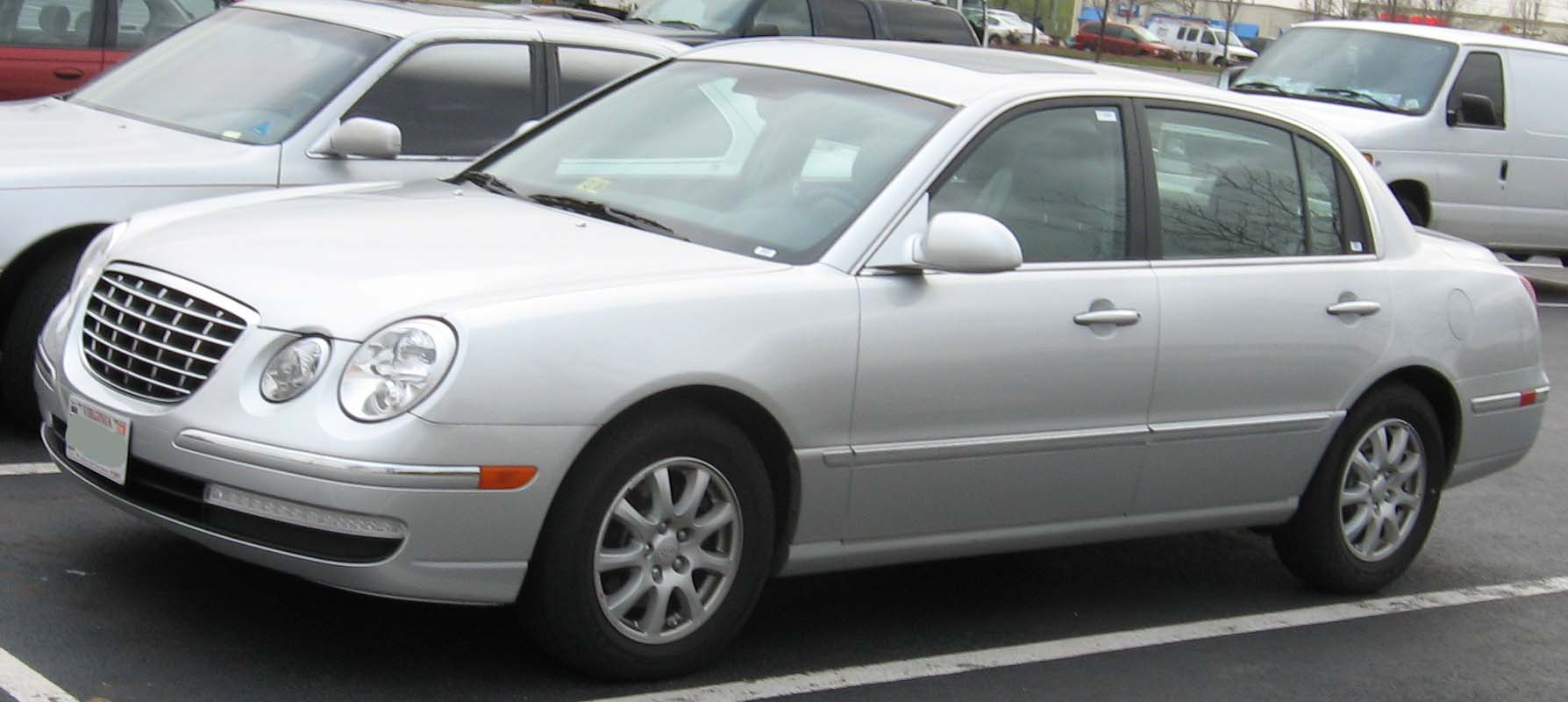
Kia Opirus (a.k.a Kia Amanti), 2006.

### سيارات الركاب (العائليه)
Kia Motors Group
- كيا بيكانتو - KMC and KME only
- كيا سيفيا
- Cee'd - KMC and KME Only
- كيا ريو
- كيا سبكترا
- كيا اوبتيما
- Opirus/Amanti - KMC and KMA only

### سيارات الجيب
Kia Motors Group
- Rondo/Carens
- كيا سبورتاج
- كيا سورنتو
- Sedona/Carnival
- Borrego/Mohave

### المركبات التجارية
Kia Motors Group
- K2700/Strong/3000S/2500TCI- KMC only
- K4000s - KMC only
- AM928 - KMC only
- Granbird - KMC only

### Concept cars
- KCV III
- Slice
- Rondo SX
- Multi S
- KCV-4 Mojave
- Rondo Taxi
- Kue
- Soul
- Kee
- KND-4
- KOUP

## معلومات عن طرازات كيا الجديدة
- ريو: اطلقت شركة كيا النسخة الجديدة من سيارتها ريو بتصميم جديد كليا وانيق، وجرى وضع بعض من اللمسات العصرية في الداخل لاضفاء الطابع المرح لها. زودت كيا سيارتها ريو بمحرك جديد مكون من أربعة اسطوانات بسعة 1.4 لتر يولد قوة تصل إلى 90 حصان مع علبة تروس اوتوماتيكية.
- بيكانتو: اطلقت شركة كيا الجيل الجديد من سيارتها الصغيرة المحبوبة بيكانتو لعام 2012 بكل جديد كليا وبتصميم ألماني شبابي. زودت بيكانتو الجديدة بمحرك رئيسي من أربعة اسطوانات سعة 1.2 يولد قوة تصل إلى 85 حصان، يعمل بالتناسق مع علبة تروس اوتوماتيكية.
- أوبتيما: تتمتع سيارة كيا اوبتيما الجديدة بشكل حيوي وانيق يعكس مواكبة كيا لتطور صناعة السيارات، حيث انها زودت بعدة محركات، الأول بسعة 1.7 ديزل والثاني بسعة 2.0 لتر والثالث وهو الأكبر بسعة 2.4 لتر يولد قوة تصل إلى 178 حصان. يعملون بالترابط مع علبة تروس اوتوماتيكية من ستة نسب، مع توفر علبة تروس يدوية.
- سبورتاج: اطلقت شركة كيا سيارة سبورتيج الجديدة كليا التي تندرج تحت قائمة سيارات الكروس اوفر المدمجة، بشكل عصري وانيق وحيوي، حيث زودت سبورتيج بمحرك رئيسي مكون من أربعة اسطوانات سعة 2.0 لتر يولد قوة تصل إلى 163 حصان عند 4600 دورة بالدقيقة، يعمل مع علبة تروس اوتوماتيكية.
- سورينتو: سورينتو هي سيارة (اس يو في) اطلفتها شركة كيا لتنافس العديد من السيارات ضمن هذا القطاع. فزودت كيا سورينتو بمحرك مكون من سته اسطوانات على شكل حرف V سعة 2.7 لتر يولد قوة تصل إلى 165 حصان يعمل بالتناغم مع علبة تروس اوتوماتيكية من ستة نسب.
- سيراتو: أطلقت كيا الجيل الثالث من سيارتها كيا سيراتو في النصف الثاني من عام 2012، وُتعد كيا سيراتو من فئة سيدان الصغيرة وتتسع لخمسة ركاب، وتُعرف السيارة في بعض الأسواق باسم (فورت)، بينما جاءت كيا سيراتو الجديدة بتصميم أنيق أطول وأعرض قليلاً مع ارتفاع أقرب إلى الأرض، كما تتمتع كيا سيراتو 2014 بتجيزات ومواصفات مطورة إلى جانب عدد من المواصفات الإضافية للأمان والحفاظ على السلامة.

تتمتع كيا سيراتو 2014 بشبك أمامي جديد وغطاء مشبك أسفل الصادم الأمامي يتوسط مصابيح الضباب، بالإضافة إلى أضواء أمامية كبيرة من نوع ال أي دي معادة التصميم مسحوبة إلى الخلف وحتى واقيات الإطارات الأمامية، بينما يظهر من الجانب ارتفاع واقيات الإطارات الخلفية لتمنح السيارة مظهراً شبيها بالسيارات الرياضية الأوروبية، ومن الخلف أعيد تصميم الأضواء الخلفية أيضاً بشكل أكثر انسيابية وزوّدت الواجهة الخلفية بأضواء للتوقف أسفل الصادم الخلفي.
أما داخلية كيا سيراتو 2014 فتتمتع بمساحة أكبر مقارنة بالطراز السابق، كما تم تخفيض أرضية السيارة والمقاعد، وزوّدت داخلية كيا سيراتو 2014 بمقاعد أمامية مريحة بسماكة أكبر للفرش مدفأة ومبردة مع نظام ذاكرة بوضعيتين، وقدمت كيا في سيارة سيراتو 2014 الجديد بالكامل العديد من المواصفات لتلبية كافة احتياجات ومتطلبات الزبائن.
حيث تتمتع كيا سيراتو 2014 بكاميرا الرجوع إلى الخلف وحساسات للمساعدة على الركن وميزة التشغيل بدون مفتاح وست أكياس هوائية (6 إيرباج)، ونظام بلوتوث وشاشة ال سي دي قياس 4.2 إنش ومسجل سي دي ومشغل ام بي 3 وعجلة قيادة متعددة الوظائف (أزرار على الدركسيون) وبدالات يدوية لنقل الحركة
وتتوفر السيارة بنوعين من المحركات رباعية الاسطوانات (4 سلندر) مع جير أوتوماتيك من ست سرعات وبدالت يدوية؛ المحرك الأول بسعة 1.6 لتر بقوة 130 حصان ينطلق من صفر إلى 100 كم/س وصولاً إلى سرعة قصوى تبلغ 190 كم/س، والمحرك الثاني رباعي الاسطوانات أيضاً (4 سلندر) بسعة 2 لتر يمكنك التعرف على مواصفاته بالأسفل.
- كادينزا: أعيد تصميم سيارة كيا كادينزا بالكامل لعام 2014، وعلى الرغم من احتفاظ السيارة بنفس المحرك السابق إلا أنها حصلت على عدد من التعديلات والتحديثات، كان أبرزها أضواء ال أي دي والجنوط الجديدة ذات التصميم الحديث، فيما تركّزت معظم التحديثات على داخلية كيا كادينزا 2014.

تبرز التعديلات في الأمام من خلال تصميم الأضواء التي تتمتع بمصابيح ال أي دي مزدوجة مع عدسات كريستالية، والشبك الأمامي الجديد الذي يؤكد على هوية سيارات كيا الجديدة «أنف النمر» والواجهة الأمامية السفلية العريضة، بالإضافة إلى الحواف الكرومية حول أضواء الضباب.
ومن الجانب تظهر الجنوط الجديدة قياس 19 إنش، وتزيينات الكروم، أما من الخلف فترتفع الأضواء الخلفية الكبيرة قليلاً مقارنة بالطراز السابق، فيما تؤكد أنابيب العادم البيضاوية المزدوجة على التصميم الرياضي الأنيق، بالإضافة إلى خطوط الكروم وأضواء التوقف على جانبي الصادم الخلفي.
أما داخلية كيا كادينزا 2014 فهي التي حصلت على معظم التحديث وذلك من خلال توافر نظام لرؤية كافة جوانب السيارة 360 درجة وأيضا تم تغيير شكل عجلة القيادة لتصبح أكثر رياضية، بالإضافة إلى مقعد الراكب الذي يمكن تعديله بـ8 وضعيات مختلفة، كم وتتمتع داخلية كيا كادينزا 2014 بفرش جلدي وتزيين أنيق من الخشب والكروم والوان جديده للداخلية، إلى جانب ساعة تقليدية مصنوعة من الكروم تتوسط أزرار التحكم لتمنح داخلية السيارة طابعاً كاسيكياً، فيما تم إمالة الكونسول الوسطي نحو السائق لتحكم أفضل.
تتضمن مواصفات كيا كادينزا 2014 مشغل سي دي وبلوتوث وام بي 3 مع نظام صوتي infinity من 8 سماعات وشاشه تعمل باللمس ونظام الملاحة ومقابس يو إس بي وآي بود، بالإضافة إلى نظام الدخول والتشغيل بدون مفتاح وبريك الكتروني وزجاج كهربائي ونظام تكسسف هوائي أوتوماتيكي ثنائي المناطق مع مرآه تلقائية التعتيم ومساحات زجاج أمامي تعمل تلقائياً عند نزول المطر، وسقف بانوراما وستائر كهربائية وتبريد وتسخين المقاعد وتسخين المقود، وكاميرا خلفي وإضاءة داخلية وتحكم خلفي لنظام الترفيه و8 أكياس هوائية (8 ايرباج)، وتأتي كيا كادينزا بمحرك مكون من 6 اسطوانات 3.5L V6 295 hp.
كيا (موهافي) هي سيارة ذات دفع رباعي تتميز بأناقة والفخافة وقوة التحمل والجودة العالية في التصنيع وتتوفر في موهافي أربعة محركات الأول أربع أسطونات 2.4 L وثاني ستة أسطونات 3.3L ومحرك ديزل ستة أسطونات 3.0L D ومحرك الثمانة الأسطونات 5.5L يولد قوة 420 للتسارع السيارة من الصفر إلى ستين ميل متر بزمن ثلاث ثواني بينما تصل إلى سرعتها المحددة ألكترونيا 180 ميل وهذه النسخة تباع فقط في الولايات المتحدة الأميركية والتي تنافس دودج وفورد وجيب ....
ومن الداخل تمتاز سيارت الموهافي بالعديد من الموصفات حيث الشاشة LED التي يبلغ حجمها 14 بوسة عالية الجودة من سامسونج والكراسي المكسوة بجلد الفاخر والكنسوال الوسطي العريض الممتد بدوره إلى الخلف والنظام الترفيه عالي المستوى من شركة سامسونج وكما تحتوي هذه السيارة على مقود فريد من نوعه يوضع على سيارة حيث يقيس دقات القلب ونبض القلب والضغط ويحدد حالة السائقة وهذا من ميزات السلامة حيث أذا كان السائقة ليس بحال جيدة تتوقف السيارة وتتصل بأسعاف تلقائيا وكما تحمل موهافي العديد والعديد من ميزات الفخامة والأداء العالي كمان في فئة موهافي لميتد تنافس كلا من رنج روفير اس في أوتوغرافيك ومرسيدس بنز جي 65 وهذه الفئة تشمل محرك من 12 أسطوانة ممتالية قامة الشركة بتصنيعه بشراكة بتعاون من شركة بورش الألمانيا وهذا المركة بسعة4T 7.7 L بشاحن تيربو رباعي يولد قوه هائلة ومقدارها 822 حصان (850 حصان أوروبي) وتتسارع من من الصفر إلى ستين ميل بزمن قدره 2.3ثا وتصل إلى سرعة مئة وستون ميل 9 ثا وتصل إلى سرعتها المحددة ألكترونيا 200ميل بزمن 18 ثا

## عرض

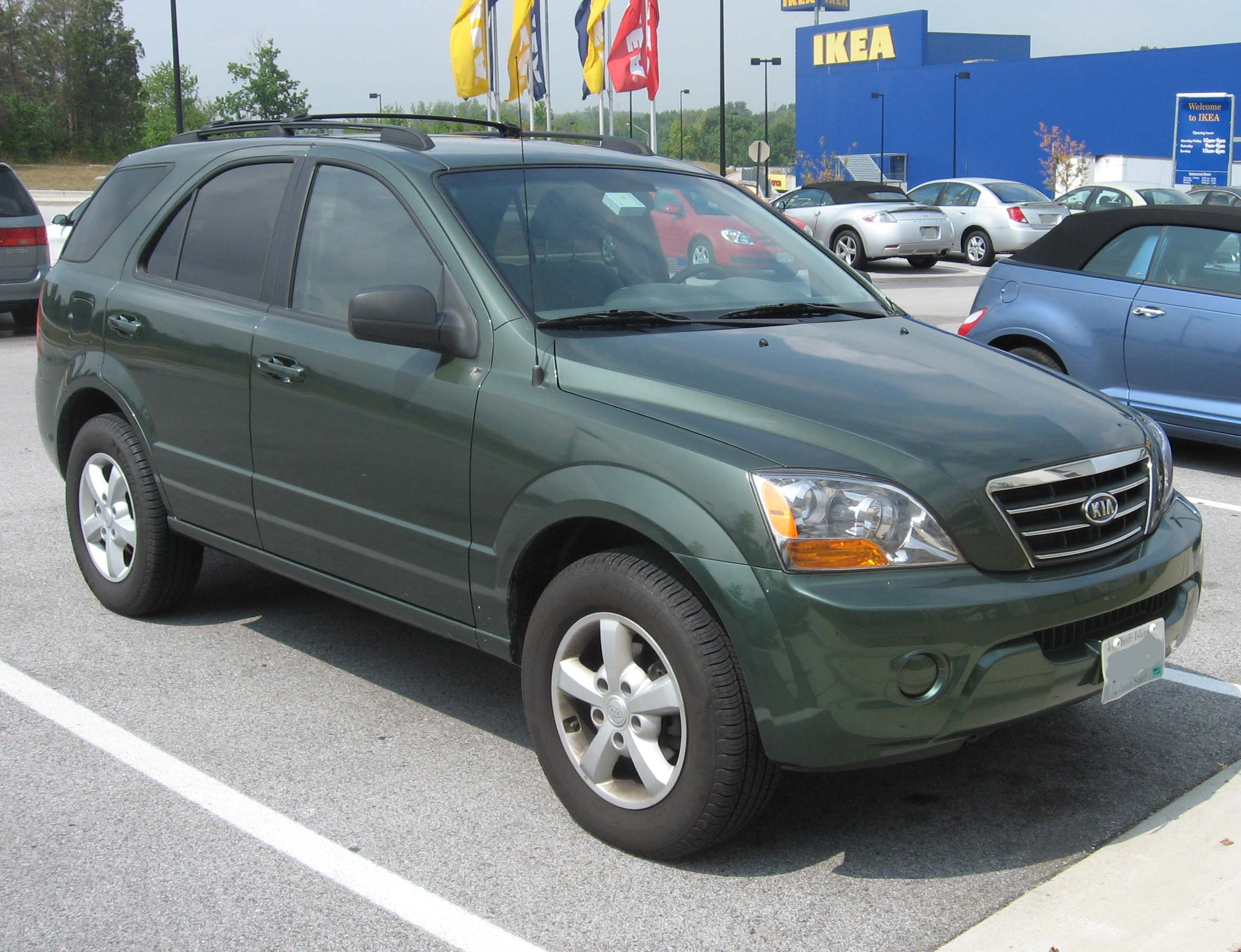
كيا سورنتو, 2007.
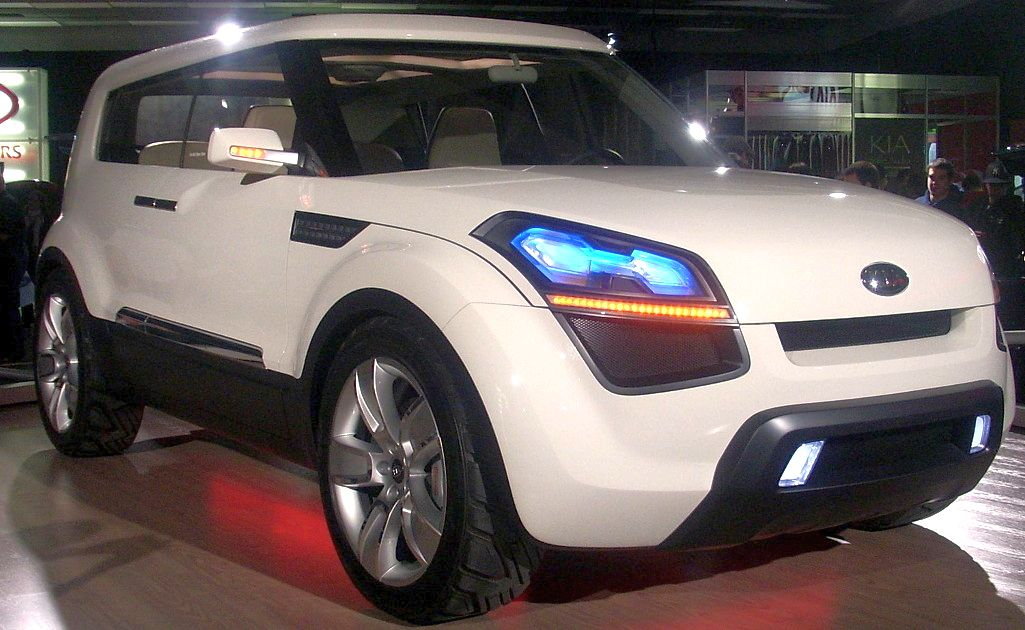
Kia Soul سيارة مبتكرة, 2006.
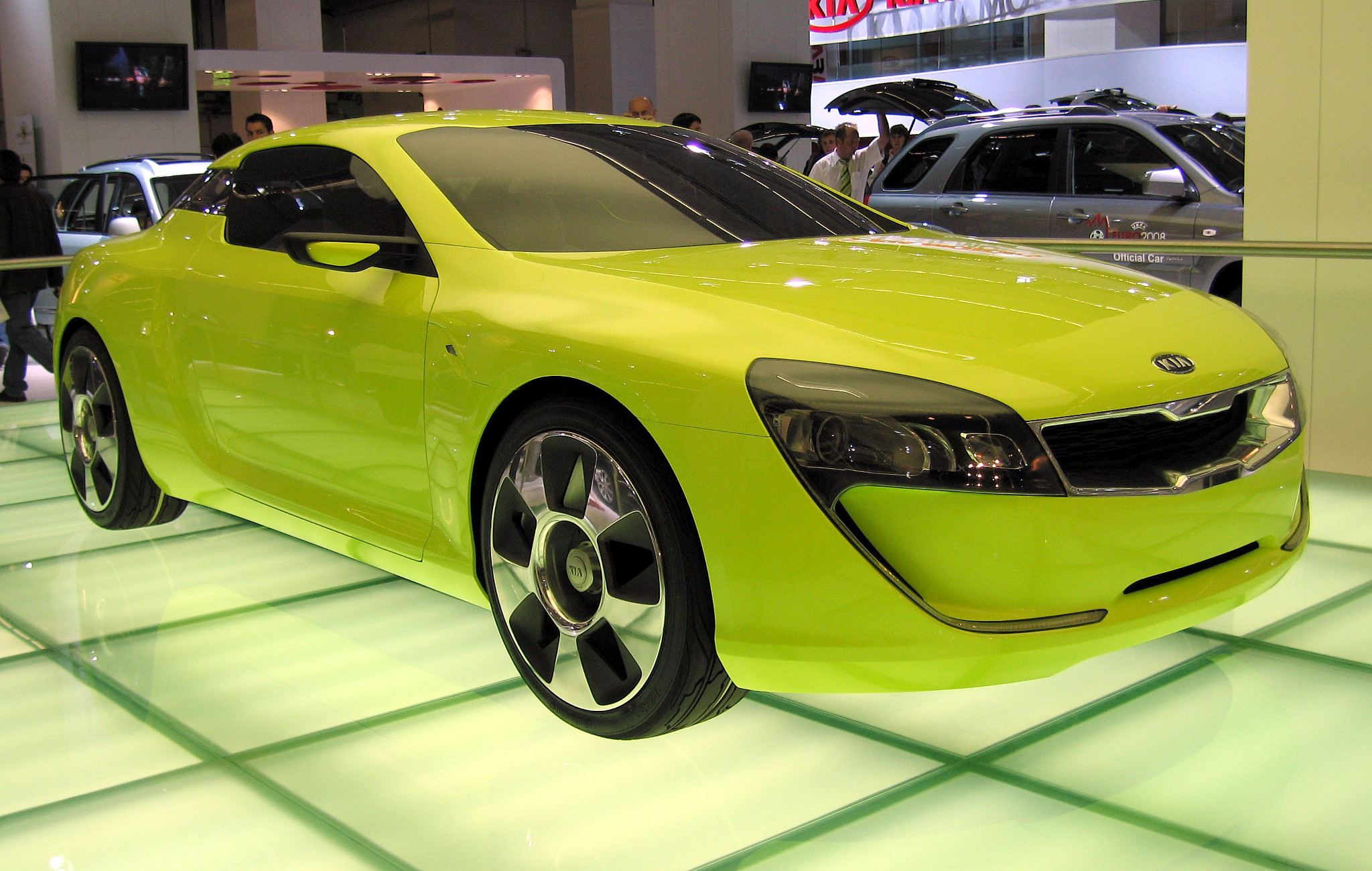
Kia Kee concept car (2007)
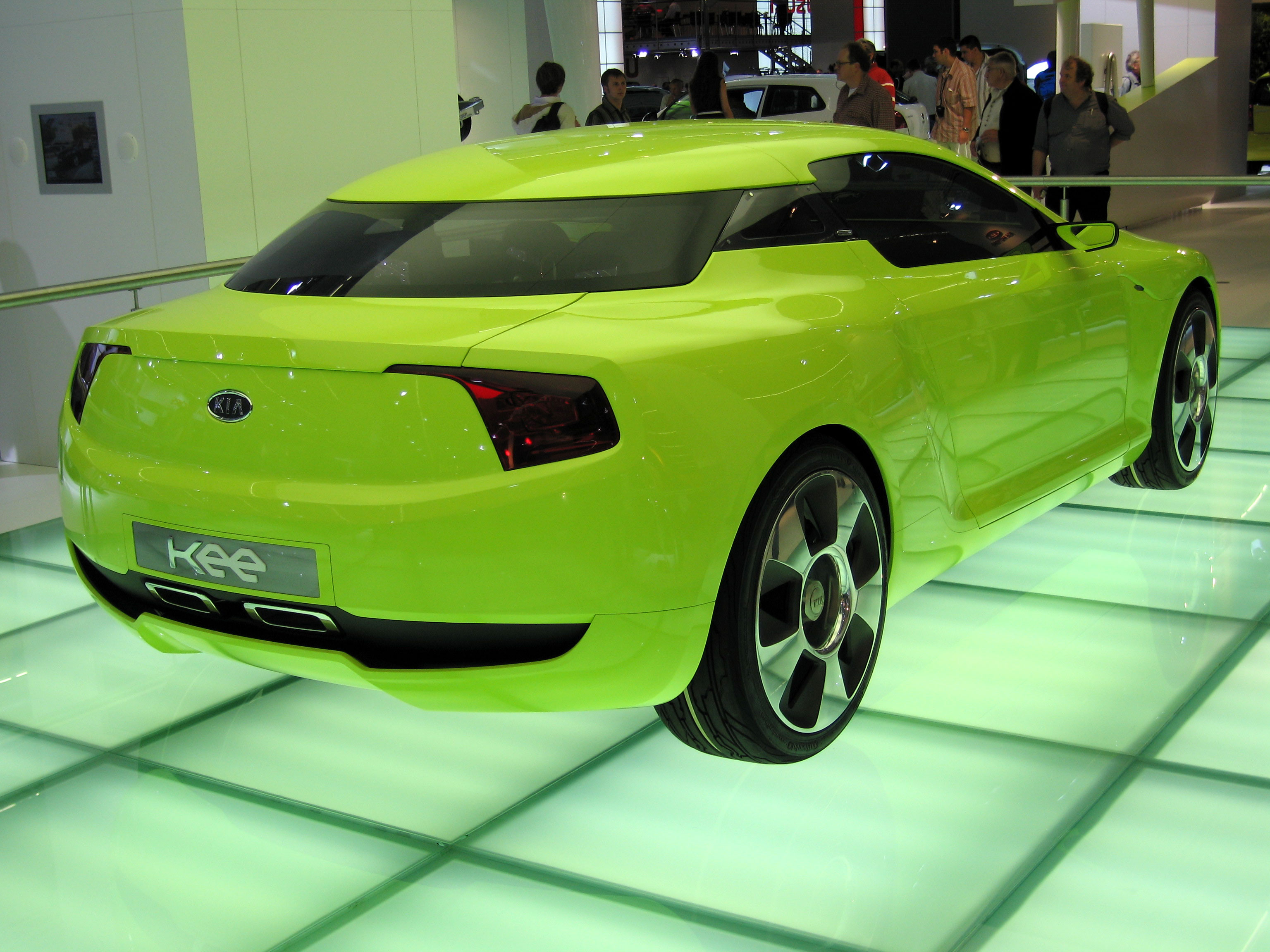
Kia Kee concept car (2007)
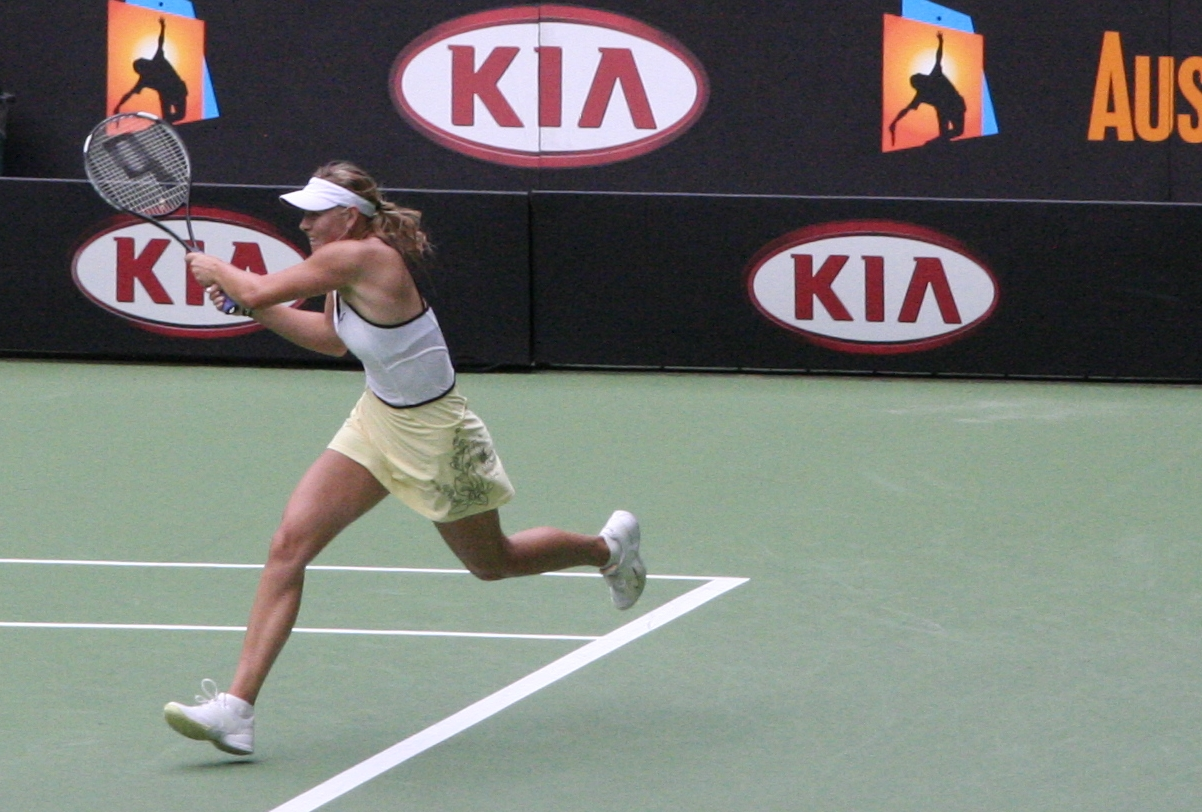
Kia sponsorship at the 2007 بطولة أستراليا المفتوحة للتنس.

## وصلات خارجية
- الموقع الرسمي